# Simmone Jacobs
Kim Simmone Geraldine Jacobs (née le 5 septembre 1966) est une athlète britannique spécialiste du 100 mètres, du 200 mètres et du relais. 

## Carrière

### Palmarès
| Date | Compétition                  | Lieu         | Résultat | Épreuve    | Performance |
| ---- | ---------------------------- | ------------ | -------- | ---------- | ----------- |
| 1983 | Championnats d'Europe junior | Schwechat    | 2e       | 100 mètres | 11 s 59     |
| 1983 | Championnats d'Europe junior | Schwechat    | 3e       | 200 mètres | 23 s 28     |
| 1983 | Championnats d'Europe junior | Schwechat    | 3e       | 4 × 100 m  | 44 s 86     |
| 1984 | Jeux olympiques d'été        | Los Angeles  | 3e       | 4 × 100 m  | 43 s 11     |
| 1986 | Jeux du Commonwealth         | Édimbourg    | 4e       | 200 mètres |             |
| 1990 | Jeux du Commonwealth         | Auckland     | 7e       | 100 mètres |             |
| 1990 | Championnats d'Europe        | Split        | 3e       | 4 × 100 m  | 43 s 32     |
| 1993 | Championnats du monde        | Stuttgart    | 8e       | 4 × 100 m  | 43 s 86     |
| 1994 | Jeux du Commonwealth         | Victoria     | 3e       | 4 × 100 m  | 43 s 46     |
| 1996 | Jeux olympiques d'été        | Atlanta      | 8e       | 4 × 100 m  | 43 s 93     |
| 1998 | Jeux du Commonwealth         | Kuala Lumpur | 3e       | 4 × 100 m  | 43 s 69     |

### Records
| Épreuve    | Performance | Lieu    | Date            |
| ---------- | ----------- | ------- | --------------- |
| 100 mètres | 11 s 39     | Atlanta | 26 juillet 1996 |
| 200 mètres | 23 s 23     | Athènes | 6 août 1997     |